# Trot
Trot (Koreaans: 트로트; HR: Teuroteu) is een muziekgenre afkomstig uit Korea dat al populair was aan het begin van de 20e eeuw ten tijde van de Japanse bezetting van Korea. De muziek kenmerkt zich door een repeterend ritme. Het genre is beïnvloed door Japanse invloeden en door Westerse muziek. Na afloop van de Japanse bezetting, in 1950, heeft men getracht het genre te ontdoen van alle Japanse invloeden. Trot werd omgevormd tot een muziekgenre waarin de Koreaanse identiteit kon weerklinken; frequent vol van zware emoties en nostalgie. Het werd beschouwd als melancholische muziek voor de oudere generaties. In Zuid-Korea verloor het genre aan populariteit onder de jongere generatie. Rond het begin van de 21e eeuw groeide de populariteit van trot weer doordat nieuwe artiesten het genre moderniseerde zodat jongeren zich met de muziek konden identificeren. In Noord-Korea wordt de traditionelere trot uitgevoerd door de Moranbong Band.